# 23º Congresso degli Stati Uniti d'America
Il 23º Congresso degli Stati Uniti d'America, formato dal Senato e dalla Camera dei rappresentanti, si è riunito a Washington, D.C. presso il Campidoglio dal 4 marzo 1833 al 4 marzo 1835. Riunitosi durante il quinto e il sesto anno della presidenza di Andrew Jackson, questo Congresso ha visto la maggioranza al Senato passare all'area degli anti-jacksoniani, mentre la Camera dei rappresentanti è rimasta in mano ai sostenitori di Andrew Jackson. Rispetto al precedente Congresso, la Camera ha visto un aumento dei suoi seggi, passati da 213 a 240. L'aumento è stato ripartito tra i diversi stati sulla base del censimento effettuato nel 1830.

## Contesto ed eventi importanti
Con il Senato passato ad una maggioranza ostile a lui, il presidente appena rieletto per un secondo mandato Andrew Jackson non ha avuto più vita facile per attuare le politiche della sua amministrazione. Tuttavia il sostegno derivato dal voto popolare alle elezioni presidenziali del 1832 lo spinse a continuare lungo la sua strada. Lo scontro tra Jackson e i suoi oppositori in questo Congresso esplose soprattutto in merito al tema della Seconda Banca degli Stati Uniti. Su questa banca, che svolgeva funzioni di banca centrale, Jackson aveva già chiaramente detto prima delle elezioni che si sarebbe opposto al rinnovo della sua autorizzazione (in scadenza nel 1836 e giudicata da Jackson e dai suoi sostenitori come responsabile della crisi economica che colpì gli Stati Uniti negli anni '20). Una volta eletto ordinò al Segretario al tesoro, William J. Duane, di ritirare tutti i depositi federali dalla banca, spostandolo su altre banche private. Dopo il rifiuto di Duane, Jackson lo sostituì con il più malleabile Roger Taney, e i due si mossero in tal senso. Tra la dirigenza della Seconda Banca degli Stati Uniti e l'amministrazione Jackson scoppiò un conflitto istituzionale che provocò una vera e propria crisi creditizia che spinse il Senato anti-jaksoniano a muoversi: prima censurò ufficialmente il comportamento di Jackson, definito incostituzionale in una risoluzione votata nel marzo 1834, per poi non confermare la nomina di Taney alla Segreteria del tesoro. Dalla disputa ne uscì comunque vincitore Jackson, dato che la Camera dei rappresentanti (a maggioranza jacksoniana) non approvò mai il rinnovo dell'autorizzazione della banca. Dal 1836 in poi, il centro finanziario statunitense si spostò da Philadelphia a New York.

### Cronologia
- 4 marzo 1833 - Inizia ufficialmente il secondo mandato del presidente Andrew Jackson.
- 12 agosto 1833 - Sull'estuario del fiume Chicago, 350 coloni fondano la città omonima di Chicago.
- 28 marzo 1834 - Il Senato approva una risoluzione di censura rivolta contro il presidente Jackson per la sua gestione della questione riguardante la Seconda Banca degli Stati Uniti (la censura verrà abrogata nel 1837).
- 14 aprile 1834 - Henry Clay fonda ufficialmente il Partito Whig,
- 7-10 luglio 1834 - Dopo la nascita di diversi gruppi abolizionisti, a New York la reazione dell'area a sostegno della schiavitù è feroce e per tre giorni scoppiano disordini in diverse parti della città. Vengono danneggiate e date alle fiamme case, luoghi di culto e di incontro di diversi leader abolizionisti e della comunità afroamericana. I raid vengono fermati dallo schieramento della milizia dello stato.
- 11-12 agosto 1834 - Durante la notte un convento di suore orsoline a Charlestown (nel Massachusetts) viene attaccato da un gruppo di protestanti e dato alle fiamme. L'assalto si inserisce nel crescente sentimento anticattolico e dopo che si sparse la notizia di una violenza sessuale subita da una suora del convento.
- 8 gennaio 1835 - Il governo federale dichiara che ha azzerato il suo debito nei confronti di qualsiasi creditore.
- 30 gennaio 1835 - Richard Lawrence, un imbianchino inglese la cui famiglia è da tempo emigrata negli Stati Uniti, tenta di sparare al presidente Jackson fuori del Campidoglio (Jackson aveva presenziato alla cerimonia funebre del rappresentante della Carolina del Sud Warren R. Davis), ma le due pistole che ha con sé non sparano e il suo attentato fallisce. È il primo tentativo di assassinio di un presidente degli Stati Uniti. Lawrence verrà giudicato non colpevole per insanità mentale e passerà il resto della sua vita in manicomio[4].

## Partiti

### Senato
|                             | Partiti         | Partiti       |      | Totali | Vacanti |
| --------------------------- | --------------- | ------------- | ---- | ------ | ------- |
|                             |                 |               |      | Totali | Vacanti |
| Anti-jacksoniani (AJ)       | Jacksoniani (J) | Nullifier (N) |      | Totali | Vacanti |
| Congresso precedente        | 23              | 23            | 1    | 47     | 1       |
|                             |                 |               |      |        |         |
| Inizio                      | 25              | 19            | 1    | 45     | 3       |
| Fine                        | 26              | 20            | 2    | 48     | 0       |
| % Fine                      | 54,2%           | 41,7%         | 4,2% |        |         |
|                             |                 |               |      |        |         |
| Inizio Congresso successivo | 24              | 21            | 2    | 47     | 1       |

### Camera dei rappresentanti
Rispetto al precedente Congresso, la Camera ha visto un aumento dei suoi seggi, passati da 213 a 240. L'aumento è stato ripartito tra i diversi stati sulla base del censimento effettuato nel 1830.
|                             | Partiti             | Partiti         | Partiti       |      | Totali | Vacanti |
| --------------------------- | ------------------- | --------------- | ------------- | ---- | ------ | ------- |
|                             |                     |                 |               |      | Totali | Vacanti |
| Anti-jacksoniani (AJ)       | Anti-massonico (AM) | Jacksoniani (J) | Nullifier (N) |      | Totali | Vacanti |
| Congresso precedente        | 62                  | 17              | 129           | 4    | 212    | 1       |
|                             |                     |                 |               |      |        |         |
| Inizio                      | 60                  | 25              | 145           | 9    | 239    | 1       |
| Fine                        | 62                  | 25              | 143           | 8    | 238    | 2       |
| % Fine                      | 26,1%               | 10,5%           | 60,1%         | 3,4% |        |         |
|                             |                     |                 |               |      |        |         |
| Inizio Congresso successivo | 76                  | 15              | 139           | 8    | 238    | 2       |

## Leadership

### Senato
- Il presidente del Senato Martin Van Buren (J).Presidente: Martin Van Buren (J)

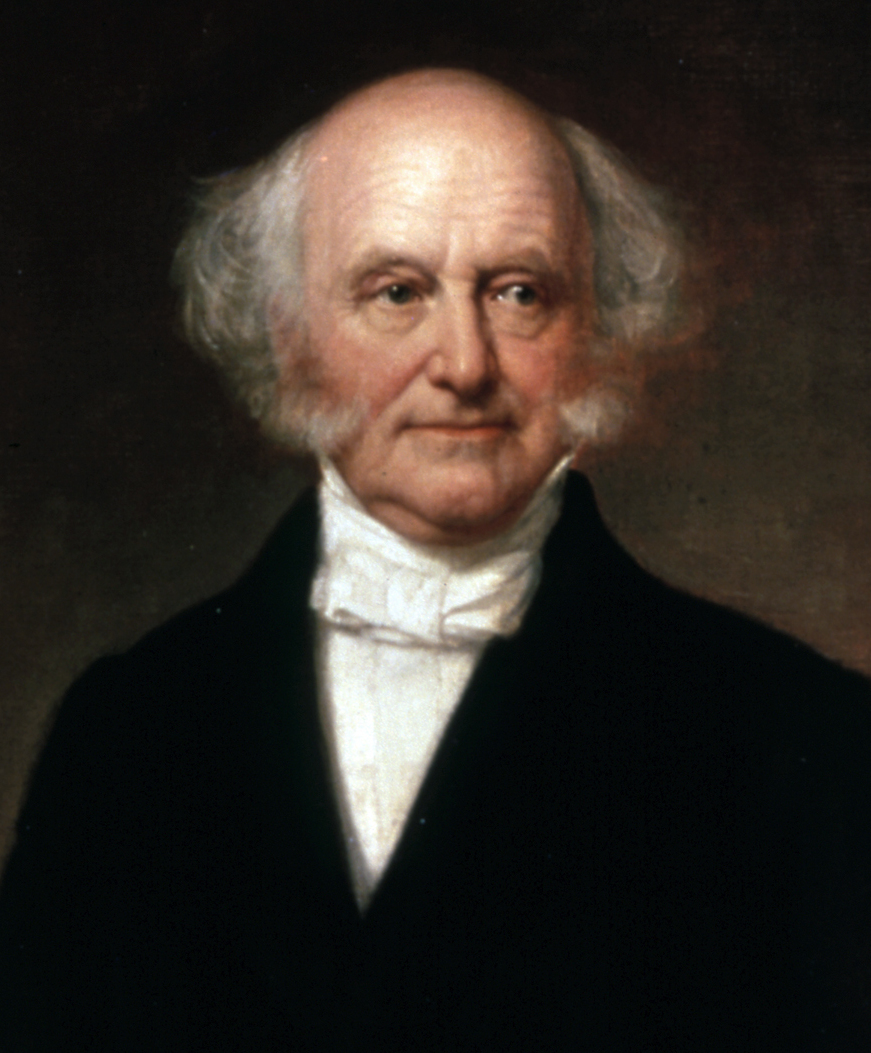
Il presidente del Senato Martin Van Buren (J).

- Presidente pro tempore: Hugh Lawson White (J), fino al 15 dicembre 1833
  - George Poindexter (Anti-J) dal 28 giugno 1834 al 30 novembre 1835
  - John Tyler (Anti-J) dal 3 marzo 1835

### Camera dei rappresentanti
- Speaker: Andrew Stevenson (J), fino al 2 giugno 1834
  - John Bell (J), dal 2 giugno 1834

## Membri

### Senato
I senatori sono eletti ogni due anni e ad ogni Congresso ne viene rinnovato un terzo. Prima del nome di ogni senatore viene indicata la "classe", ovvero il ciclo di elezioni in cui è stato eletto. Per il 23º Congresso furono sottoposti ad elezione i senatori di classe 2.
Alabama
- 2. William R. King (J)
- 3. Gabriel Moore (J)

Carolina del Nord
- 2. Bedford Brown (J)
- 3. Willie P. Mangum (AJ)

Carolina del Sud
- 2. John C. Calhoun (N)

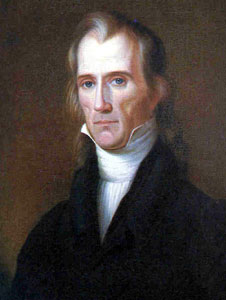
Il presidente pro tempore del Senato Hugh Lawson White (J).

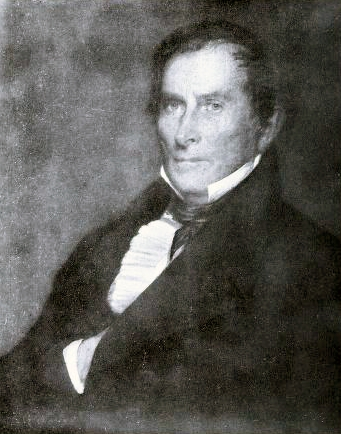
Il presidente pro tempore del Senato George Poindexter (AJ).

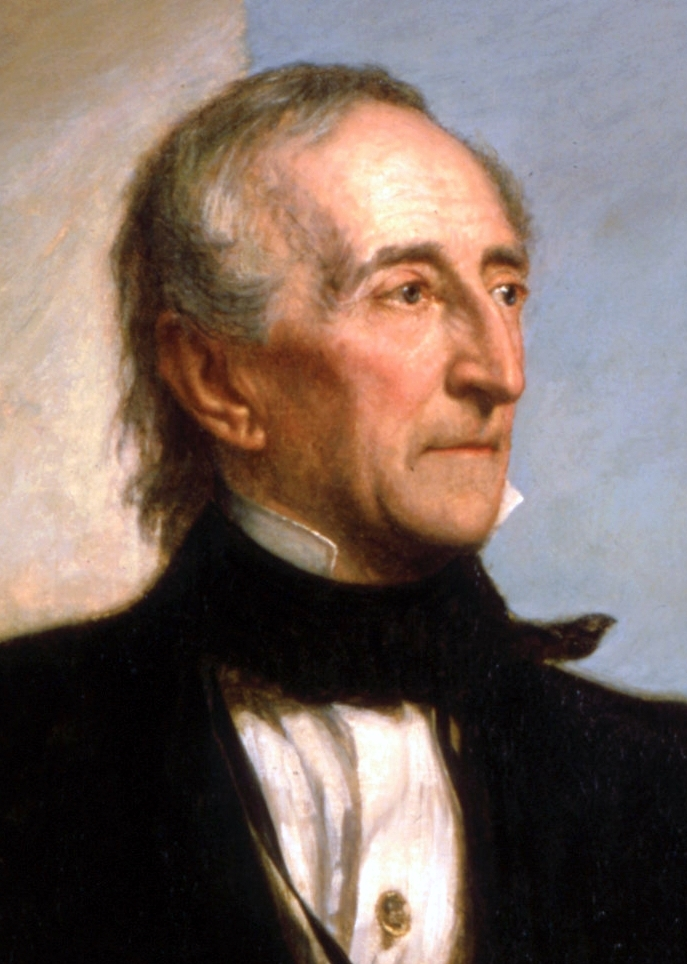
Il presidente pro tempore del Senato John Tyler (AJ).

- 3. William C. Preston (N), dal 26 novembre 1833

Connecticut
- 1. Nathan Smith (AJ)
- 3. Gideon Tomlinson (AJ)

Delaware
- 1. Arnold Naudain (AJ)
- 2. John M. Clayton (AJ)

Georgia
- 2. George M. Troup (J), fino all'8 novembre 1833
  - John P. King (J), dal 21 novembre 1833
- 3. John Forsyth (J), fino al 27 luglio 1834
  - Alfred Cuthbert (J), dal 12 gennaio 1835

Illinois
- 2. John M. Robinson (J)
- 3. Elias K. Kane (J)

Indiana
- 1. John Tipton (J)
- 3. William Hendricks (AJ)

Kentucky
- 2. George M. Bibb (J)
- 3. Henry Clay (AJ)

Louisiana
- 2. George A. Waggaman (AJ)
- 3. Josiah S. Johnston (AJ), fino al 19 maggio 1833
  - Alexander Porter (AJ), dal 19 dicembre 1833

Maine
- 1. Ether Shepley (J)
- 2. Peleg Sprague (AJ), fino al 1º gennaio 1835
  - John Ruggles (J), dal 20 gennaio 1835

Maryland
- 1. Joseph Kent (AJ)
- 3. Ezekiel F. Chambers (AJ), fino al 20 dicembre 1834
  - Robert H. Goldsborough (AJ), dal 13 gennaio 1835

Massachusetts
- 1. Daniel Webster (AJ)
- 2. Nathaniel Silsbee (AJ)

Mississippi
- 1. John Black (J), dal 22 novembre 1833
- 2. George Poindexter (AJ)

Missouri
- 1. Thomas H. Benton (J)
- 3. Alexander Buckner (J), fino al 5 giugno 1833
  - Lewis F. Linn (J), dal 25 ottobre 1833

New Hampshire
- 2. Samuel Bell (AJ)
- 3. Isaac Hill (J)

New Jersey
- 1. Samuel L. Southard (AJ)
- 2. Theodore Frelinghuysen (AJ)

New York
- 1. Nathaniel P. Tallmadge (J)
- 3. Silas Wright, Jr. (J)

Ohio
- 1. Thomas Morris (J)
- 3. Thomas Ewing (AJ)

Pennsylvania
- 1. Samuel McKean (J), dal 7 dicembre 1833
- 3. William Wilkins (J), dal 30 giugno 1834
  - James Buchanan (J), dal 6 dicembre 1834

Rhode Island
- 1. Asher Robbins (AJ)
- 2. Nehemiah R. Knight (AJ)

Tennessee
- 1. Felix Grundy (J)
- 2. Hugh Lawson White (J)

Vermont
- 1. Benjamin Swift (AJ)
- 3. Samuel Prentiss (AJ)

Virginia
- 1. John Tyler (AJ)
- 2. William C. Rives (J), fino al 22 febbraio 1834
  - Benjamin W. Leigh (AJ), dal 26 febbraio 1834

### Camera dei rappresentanti
Nell'elenco, prima del nome del membro, viene indicato il distretto elettorale di provenienza o se quel membro è stato eletto in un collegio unico (at large).
Alabama
- 1. Clement C. Clay (J)
- 2. John McKinley (J)
- 3. Samuel W. Mardis (J)
- 4. Dixon H. Lewis (N)
- 5. John Murphy (J)

Carolina del Nord
- 1. William B. Shepard (AJ)
- 2. Jesse A. Bynum (J)
- 3. Thomas H. Hall (J)
- 4. Jesse Speight (J)
- 5. James I. McKay (J)
- 6. Micajah T. Hawkins (J)
- 7. Edmund Deberry (AJ)
- 8. Daniel L. Barringer (AJ)
- 9. Augustine H. Shepperd (AJ)
- 10. Abraham Rencher (AJ)
- 11. Henry W. Connor (J)
- 12. James Graham (AJ)
- 13. Lewis Williams (AJ)

Carolina del Sud
- 1. Henry L. Pinckney (N)
- 2. William J. Grayson (N)

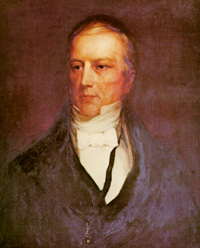
Lo speaker della Camera dei rappresentanti Andrew Stevenson.

- 3. Thomas D. Singleton (N), fino al 25 novembre 1833
  - Robert B. Campbell (N), dal 27 febbraio 1834
- 4. John M. Felder (N)
- 5. George McDuffie (N), fino al 1834
  - Francis W. Pickens (N), dall'8 dicembre 1834
- 6. Warren R. Davis (N), fino al 29 gennaio 1835
  - seggio vacante, dal 29 gennaio 1835
- 7. William K. Clowney (N)
- 8. James Blair (J), fino al 1º aprile 1834
  - Richard I. Manning (J), dall'8 dicembre 1834
- 9. John K. Griffin (N)

Connecticut
- At-large. Noyes Barber (AJ)
- At-large. William W. Ellsworth (AJ), fino all'8 luglio 1834
  - Joseph Trumbull (AJ), dal 1º dicembre 1834
- At-large. Jabez W. Huntington (AJ), fino al 16 agosto 1834
  - Phineas Miner (AJ), dal 1º dicembre 1834
- At-large. Samuel A. Foote (AJ), fino al 9 maggio 1834
  - Ebenezer Jackson, Jr. (AJ), dal 1º dicembre 1834
- At-large. Samuel Tweedy (AJ)
- At-large. Ebenezer Young (Anti-J)

Delaware
- At-large. John J. Milligan (AJ)

Georgia
- At-large. Augustin S. Clayton (J)
- At-large. John E. Coffee (J)
- At-large. Thomas F. Foster (J)
- At-large. Roger L. Gamble (J)
- At-large. George R. Gilmer (J)
- At-large. Seaborn Jones (J)
- At-large. William Schley (J)
- At-large. James M. Wayne (J), fino al 13 gennaio 1835
  - seggio vacante, dal 13 gennaio 1835
- At-large. Richard Henry Wilde (J)

Illinois
- 1. Charles Slade (J), fino al 26 luglio 1834
  - John Reynolds (J), dal 1º dicembre 1834
- 2. Zadok Casey (J)
- 3. Joseph Duncan (J), fino al 21 settembre 1834
  - William L. May (J), dal 1º dicembre 1834

Indiana
- 1. Ratliff Boon (J)
- 2. John Ewing (AJ)
- 3. John Carr (J)
- 4. Amos Lane (J)
- 5. Johnathan McCarty (J)
- 6. George L. Kinnard (J)
- 7. Edward A. Hannegan (J)

Kentucky
- 1. Chittenden Lyon (J)
- 2. Albert G. Hawes (J)
- 3. Christopher Tompkins (AJ)
- 4. Martin Beaty (AJ)
- 5. Robert P. Letcher (AJ), dal 6 agosto 1834
- 6. Thomas Chilton (AJ)
- 7. Benjamin Hardin (AJ)
- 8. Patrick H. Pope (J)
- 9. James Love (AJ)
- 10. Chilton Allan (AJ)
- 11. Amos Davis (AJ)
- 12. Thomas A. Marshall (AJ)
- 13. Richard M. Johnson (J)

Louisiana
- 1. Edward D. White, Sr. (AJ) fino al 15 novembre 1834
  - Henry Johnson (AJ), dal 1º dicembre 1834
- 2. Philemon Thomas (J)
- 3. Henry A. Bullard (AJ), fino al 4 gennaio 1834
  - Rice Garland (AJ), dal 28 aprile 1834

Maine
- 1. Rufus McIntire (J)
- 2. Francis O.J. Smith (J)
- 3. Edward Kavanagh (J)
- 4. George Evans (AJ)
- 5. Moses Mason, Jr. (J)
- 6. Leonard Jarvis (J)
- 7. Joseph Hall (J)
- 8. Gorham Parks (J)

Maryland
- 1. Littleton P. Dennis (AJ), dal 14 aprile 1834
  - John N. Steele (AJ), dal 9 giugno 1834
- 2. Richard B. Carmichael (J)
- 3. James Turner (J)
- 4. James P. Heath (J)
- 5. Isaac McKim (J)
- 6. William Cost Johnson (AJ)
- 7. Francis Thomas (J)
- 8. John T. Stoddert (J)

Massachusetts
- 1. Benjamin Gorham (AJ)
- 2. Rufus Choate (AJ), fino al 30 giugno 1834
  - Stephen C. Phillips (AJ), dal 1º dicembre 1834
- 3. Gayton P. Osgood (J)
- 4. Edward Everett (AJ)
- 5. John Davis (AJ), fino al 14 gennaio 1834
  - Levi Lincoln, Jr. (AJ), dal 5 marzo 1834
- 6. George J. Grennell, Jr. (AJ)
- 7. George N. Briggs (AJ)
- 8. Isaac C. Bates (AJ)
- 9. William Jackson (AM)
- 10. William Baylies (AJ)
- 11. John Reed, Jr. (AJ)
- 12. John Quincy Adams (AJ)

Mississippi
- At-large. Harry Cage (J)
- At-large. Franklin E. Plummer (J)

Missouri
- At-large. William H. Ashley (J)
- At-large. John Bull (AJ)

New Hampshire
- At-large. Benning M. Bean (J)
- At-large. Robert Burns (J)
- At-large. Joseph M. Harper (J)
- At-large. Henry Hubbard (J)
- At-large. Franklin Pierce (J)

New Jersey
- At-large. Philemon Dickerson (J)
- At-large. Samuel Fowler (J)
- At-large. Thomas Lee (J)
- At-large. James Parker (J)
- At-large. Ferdinand S. Schenck (J)
- At-large. William N. Shinn (J)

New York
- 1. Abel Huntington (J)
- 2. Isaac B. Van Houten (J)
- 3. Churchill C. Cambreleng (J)
- 3. Cornelius V. Lawrence (J), fino al 14 maggio 1834
  - John J. Morgan (J), dal 1º dicembre 1834
- 3. Dudley Selden (J), fino al 1º luglio 1834
  - Charles G. Ferris (J), dal 1º dicembre 1834
- 3. Campbell P. White (J)
- 4. Aaron Ward (J)
- 5. Abraham Bockee (J)
- 6. John W. Brown (J)
- 7. Charles Bodle (J)
- 8. John Adams (J)
- 8. Aaron Vanderpoel (J)
- 9. Job Pierson (J)
- 10. Gerrit Y. Lansing (J)
- 11. John Cramer (J)
- 12. Henry C. Martindale (AM)
- 13. Reuben Whallon (J)
- 14. Ransom H. Gillet (J)
- 15. Charles McVean (J)
- 16. Abijah Mann, Jr. (J)
- 17. Samuel Bearsley (J)
- 17. Joel Turrill (J)
- 18. Daniel Wardwell (J)
- 19. Sherman Page (J)
- 20. Noadiah Johnson (J)
- 21. Henry Mitchell (J)
- 22. Nicoll Halsey (J)
- 22. Samuel G. Hathaway (J)
- 23. William K. Fuller (J)
- 23. William Taylor (J)
- 24. Rowland Day (J)
- 25. Samuel Clark (J)
- 26. John Dickson (AM)
- 27. Edward Howell (J)
- 28. Frederick Whittlesey (AM)
- 29. George W. Lay (AM)
- 30. Philo C. Fuller (AM)
- 31. Abner Hazeltine (AM)
- 32. Millard Fillmore (AM)
- 33. Gideon Hard (AM)

Ohio
- 1. Robert T. Lytle (J), fino al 10 marzo 1834
  - Robert T. Lytle (J), dal 27 dicembre 1834
- 2. Taylor Webster (J)
- 3. Joseph H. Crane (AJ)
- 4. Thomas Corwin (AJ)
- 5. Thomas L. Hamer (J)
- 6. Samuel F. Vinton (AJ)
- 7. William Allen (J)
- 8. Jeremiah McLene (J)
- 9. John Chaney (J)
- 10. Joseph Vance (AJ)
- 11. James M. Bell (AJ)
- 12. Robert Mitchell (J)
- 13. David Spangler (AJ)
- 14. William Patterson (J)
- 15. Jonathan Sloane (AM)
- 16. Elisha Whittlesey (AJ)
- 17. John Thomson (J)
- 18. Benjamin Jones (J)
- 19. Humphrey H. Leavitt (J), fino al 10 luglio 1834
  - Daniel Kilgore (J), dal 1º dicembre 1834

Pennsylvania
- 1. Joel B. Sutherland (J)
- 2. Horace Binney (AJ)
- 2. James Harper (AJ)
- 3. John G. Watmough (AJ)
- 4. Edward Darlington (AM)
- 4. William Hiester (AM)
- 4. David Potts, Jr. (AM)
- 5. Joel K. Mann (J)
- 6. Robert Ramsey (J)
- 7. David D. Wagener (J)
- 8. Henry King (J)
- 9. Henry A.P. Muhlenberg (J)
- 10. William Clark (AM)
- 11. Charles A. Barnitz (AM)
- 12. George Chambers (AM)
- 13. Jesse Miller (J)
- 14. Joseph Henderson (J)
- 15. Andrew Beaumont (J)
- 16. Joseph B. Anthony (J)
- 17. John Laporte (J)
- 18. George Burd (AJ)
- 19. Richard Coulter (J)
- 20. Andrew Stewart (AM)
- 21. Thomas M.T. McKennan (AM)
- 22. Harmar Denny (AM)
- 23. Samuel S. Harrison (J)
- 24. John Banks (AM)
- 25. John Galbraith (J)

Rhode Island
- At-large. Tristam Burges (AJ)
- At-large. Dutee J. Pearce (AM)

Tennessee
- 1. John Blair (J)
- 2. Samuel Bunch (J)
- 3. Luke Lea (J)
- 4. James I. Standifer (J)
- 5. John B. Forester (J)
- 6. Balie Peyton (J)
- 7. John Bell (J)
- 8. David W. Dickinson (J)
- 9. James K. Polk (J)
- 10. William M. Inge (J)
- 11. Cave Johnson (J)
- 12. David Crockett (AJ)
- 13. William C. Dunlap (J)

Vermont
- 1. Hiland Hall (AJ)
- 2. William Slade (AM)
- 3. Horace Everett (AJ)
- 4. Heman Allen (AJ)
- 5. Benjamin F. Deming (AM), fino all'11 luglio 1834
  - Henry F. Janes (AM), dal 2 dicembre 1834

Virginia
- 1. George Loyall (J)
- 2. John Y. Mason (J)
- 3. William S. Archer (J)
- 4. James H. Gholson (AJ)
- 5. John Randolph (J), fino al 24 maggio 1833
  - Thomas T. Bouldin (J), dal 2 dicembre 1833 all'11 febbraio 1834
  - James W. Bouldin (J), dal 28 marzo 1834
- 6. Thomas Davenport (J)
- 7. Nathaniel H. Claiborne (J)
- 8. Henry A. Wise (J)
- 9. William P. Taylor (AJ)
- 10. Joseph W. Chinn (J)
- 11. Andrew Stevenson (J), fino al 2 giugno 1834
  - John Robertson (AJ), dal 1º dicembre 1834
- 12. William F. Gordon (J)
- 13. John M. Patton (J)
- 14. Charles F. Mercer (AJ)
- 15. Edward Lucas (J)
- 16. James M.H. Beale (J)
- 17. Samuel M. Moore (AJ)
- 18. John H. Fulton (J)
- 19. William McComas (J)
- 20. John J. Allen (AJ)
- 21. Edgar C. Wilson (AJ)

#### Membri non votanti
Territorio dell'Arkansas
- Ambrose H. Sevier (J)

Territorio della Florida
- Joseph M. White

Territorio del Michigan
- Lucius Lyon (J)

## Cambiamenti nella rappresentanza

### Senato
| Stato (classe)       | Membro precedente        | Ragione del cambiamento | Successore                  | Data della successione        |
| -------------------- | ------------------------ | --- | --------------------------- | ----------------------------- |
| Carolina del Sud (3) | Seggio vacante           | Il seggio è rimasto vacante a causa delle dimissioni del senatore Stephen Decatur Miller (N). Si sono indette nuove elezioni.                                                                   | William C. Preston (N)      | Insediato il 26 novembre 1833 |
| Mississippi (1)      | Seggio vacante           | Il Mississippi non è riuscito ad eleggere in tempo il suo senatore. Black, che già era stato senatore nel precedente Congresso, è stato nominato ad interim e poi confermato da nuove elezioni. | John Black (J)              | Insediato il 22 novembre 1833 |
| Pennsylvania (1)     | Seggio vacante           | La Pennsylvania non è riuscita ad eleggere il suo senatore. Si sono indette nuove elezioni. | Samuel McKean (J)           | Insediato il 25 ottobre 1833  |
| Louisiana (3)        | Josiah S. Johnston (AJ)  | Johnston è deceduto il 19 maggio 1833. Si sono indette nuove elezioni. | Alexander Porter (AJ)       | Insediato il 19 dicembre 1833 |
| Missouri (3)         | Alexander Buckner (J)    | Buckner è deceduto il 6 giugno 1833. Linn è stato nominato senatore ad interim, per poi essere confermato da nuove elezioni.                                                                    | Lewis F. Linn (J)           | Insediato il 25 ottobre 1833  |
| Georgia (2)          | George Troup (J)         | Troup si è dimesso l'8 novembre 1833. Si sono indette nuove elezioni. | John P. King (J)            | Insediato il 21 novembre 1833 |
| Virginia (2)         | William C. Rives (J)     | Rives si è dimesso il 22 febbraio 1834. Si sono indette nuove elezioni. | Benjamin W. Leigh (AJ)      | Insediato il 26 febbraio 1834 |
| Pennsylvania (3)     | William Wilkins (J)      | Wilkins si è dimesso il 30 giugno 1834, per assumere la carica di ambasciatore in Russia. Sono state indette nuove elezioni.                                                                    | James Buchanan (J)          | Insediato il 6 dicembre 1834  |
| Georgia (3)          | John Forsyth (J)         | Forsyth si è dimesso il 27 luglio 1834 per assumere la carica di Segretario di stato. Si sono indette nuove elezioni.                                                                           | Alfred Cuthbert (J)         | Insediato il 12 gennaio 1835  |
| Maryland (3)         | Ezekiel F. Chambers (AJ) | Chambers si è dimesso il 20 giugno 1834 per assumere la carica di giudice presso la Corte d'appello del Maryland. Si sono indette nuove elezioni.                                               | Robert H. Goldsborough (AJ) | Insediato il 13 gennaio 1835  |
| Maine (2)            | Peleg Sprague (AJ)       | Sprague si è dimesso il 1º gennaio 1835. Si sono indette nuove elezioni. | John Ruggles (J)            | Insediato il 20 gennaio 1835  |

### Camera dei rappresentanti
| Distretto            | Membro precedente         | Ragione del cambiamento                                                                                           | Successore                 | Data della successione          |
| -------------------- | ------------------------- | --- | -------------------------- | ------------------------------- |
| 5° Kentucky          | Seggio vacante            | L'elezione di Thomas P. Moore è stata contestata e il Congresso ha scelto di indire nuove elezioni.               | Robert P. Letcher (AJ)     | Insediato il 6 agosto 1834      |
| 5° Virginia          | John Randolph (J)         | Randolph è deceduto il 24 maggio 1833.                                                                            | Thomas T. Bouldin (J)      | Insediato il 2 dicembre 1833    |
| 3° Carolina del Sud  | Thomas D. Singleton (N)   | Singleton è deceduto il 25 novembre 1833.                                                                         | Robert B. Campbell (N)     | Insediato il 27 febbraio 1834   |
| 5° Carolina del Sud  | George McDuffie (N)       | McDuffie si è dimesso nel 1834.                                                                                   | Francis W. Pickens (N)     | Insediato l'8 dicembre 1834     |
| 3° Louisiana         | Henry A. Bullard (AJ)     | Ballard si è dimesso il 4 gennaio 1834 dopo essere stato nominato giudice della Corte suprema della Louisiana.    | Rice Garland (AJ)          | Insediato il 28 aprile 1834     |
| 5° Massachusetts     | John Davis (AJ)           | Davis si è dimesso il 14 gennaio 1834 dopo essere stato eletto governatore del Massachusetts.                     | Levi Lincoln, Jr. (AJ)     | Insediato il 5 marzo 1834       |
| 5° Virginia          | Thomas T. Bouldin (J)     | Bouldin è deceduto l'11 febbraio 1834.                                                                            | James W. Bouldin (J)       | Insediato il 28 marzo 1834      |
| 1° Ohio              | Robert T. Lytle (J)       | Lytle si è dimesso il 10 marzo 1834 per poi riassumere la carica.                                                 | Robert T. Lytle (J)        | Reinsediato il 27 dicembre 1834 |
| 8° Carolina del Sud  | James Blair (J)           | Blair si è dimesso il 1º aprile 1834.                                                                             | Richard I. Manning (J)     | Insediato l'8 dicembre 1834     |
| 1° Maryland          | Littleton P. Dennis (AJ)  | Dennis è deceduto il 14 aprile 1834.                                                                              | John N. Steele (AJ)        | Insediato il 9 giugno 1834      |
| At-large Connecticut | Samuel A. Foote (AJ)      | Foote si è dimesso il 9 maggio 1834 dopo aver assunto la carica di governatore del Connecticut.                   | Ebenezer Jackson, Jr. (AJ) | Insediato il 1º dicembre 1834   |
| 3° New York          | Cornelius V. Lawrence (J) | Lawrence si è dimesso il 14 maggio 1834 dopo aver assunto la carica di sindaco di New York.                       | John J. Morgan (J)         | Insediato il 1º dicembre 1834   |
| 11° Virginia         | Andrew Stevenson (J)      | Stevenson si è dimesso il 2 giugno 1834.                                                                          | John Robertson (AJ)        | Insediato il 1º dicembre 1834   |
| 2° Massachusetts     | Rufus Choate (AJ)         | Choate si è dimesso il 30 giugno 1834.                                                                            | Stephen C. Phillips (AJ)   | Insediato il 1º dicembre 1834   |
| 3° New York          | Dudley Selden (J)         | Selden si è dimesso il 1º luglio 1834.                                                                            | Charles G. Ferris (J)      | Insediato il 1º dicembre 1834   |
| At-large Connecticut | William W. Ellsworth (AJ) | Ellsworth si è dimesso l'8 luglio 1834.                                                                           | Joseph Trumbull (AJ)       | Insediato il 1º dicembre 1834   |
| 19° Ohio             | Humphrey H. Leavitt (J)   | Leavitt si è dimesso il 10 luglio 1834 dopo essere diventato giudice della Corte distrettuale dell'Ohio.          | Daniel Kilgore (J)         | Insediato il 1º dicembre 1834   |
| 5° Vermont           | Benjamin F. Deming (AM)   | Deming è deceduto l'11 luglio 1834.                                                                               | Henry F. Janes (AM)        | Insediato il 2 dicembre 1834    |
| 1° Illinois          | Charles Slade (J)         | Slade è deceduto il 26 luglio 1834.                                                                               | John Reynolds (J)          | Insediato il 1º dicembre 1834   |
| At-large Connecticut | Jabez W. Huntington (AJ)  | Huntington si è dimesso il 16 agosto 1834 dopo essere stato nominato giudice della Corte Suprema del Connecticut. | Phineas Miner (AJ)         | Insediato il 1º dicembre 1834   |
| 3° Illinois          | Joseph Duncan (J)         | Duncan si è dimesso il 21 settembre 1834 dopo aver assunto la carica di governatore dell'Illinois.                | William L. May (J)         | Insediato il 1º dicembre 1834   |
| 1° Louisiana         | Edward D. White, Sr. (AJ) | White, Sr. si è dimesso il 15 novembre 1834 per assumere la carica di governatore della Louisiana.                | Henry Johnson (AJ)         | Insediato il 1º dicembre 1834   |
| At-large Georgia     | James M. Wayne (J)        | Wayne si è dimesso il 12 gennaio 1835 dopo essere stato nominato giudice della Corte suprema degli Stati Uniti.   | Seggio vacante             |                                 |
| 6° Carolina del Sud  | Warren R. Davis (N)       | Davis è deceduto il 29 gennaio 1835.                                                                              | Seggio vacante             |                                 |

## Comitati
Qui di seguito si elencano i singoli comitati e i presidenti di ognuno (se disponibili).

### Senato
- Agriculture
- Amendments to the Constitution (select committee)
- Audit and Control the Contingent Expenses of the Senate
- Claims
- Commerce
- Distributing Public Revenue Among the States (select committee)
- District of Columbia
- Establishing Branches of the Mint (select committee)
- Executive Patronage (select committee)
- Finance
- Foreign Relations
- French Spoilations (select committee)
- Indian Affairs
- Judiciary
- Manufactures
- Michigan and Arkansas Admission to the Union (select committee)
- Mileage of Members of Congress (select committee)
- Military Affairs
- Militia
- Naval Affairs
- Pensions
- Post Office and Post Roads
- President's Message Refusing to Furnish a Paper to Senate (select committee)
- Private Land Claims
- Public Lands
- Purchasing Boyd Reilly's Gas Apparatus (select committee)
- Revolutionary Claims
- Roads and Canals
- Shiloh National Park (select committee)
- Tariff Regulation (select committee)
- Whole

### Camera dei rappresentanti
- Accounts
- Agriculture
- Bank of the United States (select committee)
- Biennial Register (select committee)
- Boundary of the Chickasaw Indians (select committee)
- Claims
- Commerce
- District of Columbia
- Elections
- Establishing an Assay Office in the Gold Region (select committee)
- Expenditures in the Navy Department
- Expenditures in the Post Office Department
- Expenditures in the State Department
- Expenditures in the Treasury Department
- Expenditures in the War Department
- Expenditures on Public Buildings
- Foreign Affairs
- Indian Affairs
- Invalid Pensions
- Manufactures
- Military Affairs
- Naval Affairs
- Post Office and Post Roads
- Public Expenditures
- Public Lands
- Revisal and Unfinished Business
- Revolutionary Claims
- Roads and Canals
- Rules (select committee)
- Standards of Official Conduct
- Territories
- Ways and Means
- Whole

### Comitati bicamerali (Joint)
- Enrolled Bills